# Jörg Sonntag
Jörg Sonntag (* 22. Mai 1977 in Erlabrunn, Sachsen) ist ein deutscher Historiker im Bereich der mittelalterlichen Geschichte.

## Biographie
Jörg Sonntag legte 1995 sein Abitur am Bertolt-Brecht-Gymnasium in Schwarzenberg/Erzgeb. ab. Anschließend studierte er von 1997 bis 2002 Mittelalterliche Geschichte, Sächsische Landesgeschichte und Evangelische Theologie an der TU Dresden und Ostkirchengeschichte an der Philipps-Universität Marburg. Nach einem Promotionsstipendium der Konrad-Adenauer-Stiftung erfolgte im Jahr 2007 die Promotion im Fach Mittelalterliche Geschichte an der Technischen Universität Dresden mit einer mit dem Fakultätspreis ausgezeichneten Dissertationsschrift zur klösterlichen Ritualwelt des hohen Mittelalters.
Von 2006 bis 2008 war er wissenschaftlicher Mitarbeiter am SFB 537: Institutionalität und Geschichtlichkeit: Institutionelle Strukturen religiöser Orden im Mittelalter ebenda. Von 2009 bis 2012 war er an der Forschungsstelle für Vergleichende Ordensgeschichte tätig, zunächst an der Katholischen Universität Eichstätt, danach wieder an der TU Dresden. Er war „George William Cottrell-Member“ am Institute for Advanced Study in Princeton im Jahr 2012. Seit 2013 ist er wissenschaftlicher Mitarbeiter und seit 2021 Arbeitsstellenleiter im Projekt „Klöster im Hochmittelalter: Innovationslabore europäischer Lebensentwürfe und Ordnungsmodelle“ der Sächsischen und der Heidelberger Akademie der Wissenschaften. Von 2014 bis 2021 war er Sprecher des Wissenschaftlichen Netzwerks der DFG: „Imitation. Mechanismen eines kulturellen Prinzips im Mittelalter“. Seine Habilitation erfolgte im Jahr 2021 über „den spielenden Gott“ im Mittelalter. Im gleichen Jahr wurde Jörg Sonntag an der TU Dresden zum Privatdozenten für das Fach Mittelalterliche Geschichte ernannt und in die Sächsischen Akademie der Wissenschaften (Junges Forum) aufgenommen. Im Sommersemester 2022 vertrat er die Professur für Mittelalterliche Geschichte und Historische Hilfswissenschaften an der Universität Regensburg. Seit Oktober 2023 vertritt er den Lehrstuhl für Mittelalterliche Geschichte an der TU Dresden. Sonntag ist Lehrbeauftragter für Mittelalterliche Geschichte an der Philosophisch-Theologische Hochschule Benedikt XVI.
Jörg Sonntag nahm zahlreiche Fellowships und Gastaufenthalte wahr, darunter in Rom, Leeds, Gent, Lleida, Madrid, Paris, Moskau, Zürich, sowie je zwei Mal in Tel Aviv und am IAS in Princeton.
Er ist Mitherausgeber der Analecta Cisterciensia.

## Forschung
Sonntags Interessen galten bislang der vergleichenden Ordensgeschichte, dort insbesondere den Modellen, Ritualen und Symbolisationsformen. Darüber hinaus befasst er sich mit dem Spiel und seiner materiellen Kultur, dem Phänomen der Nachahmung oder dem kulturellen Potenzial des Haares im Mittelalter.

### Symbole und Klöster
In seinem Buch Klosterleben im Spiegel des Zeichenhaften untersucht Sonntag am Beispiel der traditionellen benediktinischen Gemeinschaften und der Zisterzienser folgende Aspekte des klösterlichen Lebens: Mönchsgelübde, hierarchische Strukturen, Mahlgemeinschaft, Fußwaschung, Kranken- und Sterbebegleitung, Gästedienst und Reisen.

### Spiele
In Religiosus ludens widmete sich Sonntag der Rolle des Spiels in mittelalterlichen Klöstern. In seiner 2024 erschienen Kulturgeschichte des spielenden Gottes ging er dem Motiv des deus ludens nach, und zwar für das lateinisch-christliche Europa vom 5. bis zum 16. Jahrhundert. Gott wurde auch als Tänzer, Schach-, Karten-, Würfel- oder sogar Tennisspieler identifiziert.

### Regelkommentar von Pontigny
Sonntag hat einen wenig bekannten Kommentar zur Benediktsregel, der aus der Abtei Pontigny stammt, kritisch ediert. Nicole Bériou schrieb das Vorwort zu dieser Ausgabe. Bei diesem Werk handelt es sich eigentlich um eine umfangreiche Predigtsammlung.

### Statuten der Wilhelmiten und Cauliten
Sonntag leitete die Veröffentlichung der wissenschaftlichen Ausgaben der Statuten des Wilhelmitenordens (1251–1349) und der Rechtstexte des Cauliterordens (1220–1300, letztere mit einem Vorwort von Phillip Adamo, dem Grandseigneur der Cauliterforschung). Beide wissenschaftlichen Editionen sind mit einer Übersetzung versehen.

### Haar im Mittelalter
Sonntag untersuchte die kulturelle Bedeutung des menschlichen Haares im Mittelalter. Er wandte einen neuen Ansatz an, der die Wechselbeziehungen zwischen den sozialen, politischen, ethischen und religiösen Funktionen des Haares analysiert und die übergreifenden Strukturen seiner Verwendung aufzeigt.

## Veröffentlichungen

### Monographien
- Der spielende Gott des Mittelalters. Eine kulturhistorische Annäherung (Mittelalter-Forschungen 70), Ostfildern. 2024, ISBN 978-3-7995-4391-0.
- Die Gesetzgebung der Cauliten im 13. Jahrhundert Ausgewählte Zeugnisse ihrer Verfassung. Edition and Translation. Verlag Schnell & Steiner. Regensburg. 2022, ISBN 978-3-7954-3731-2.
- Die Statuten der Wilhelmiten (1251–1348), Zeugnisse der Verfassung eines europäischen Ordens. Edition and Translation. Verlag Schnell & Steiner (1. Auflage). Regensburg. 2019, ISBN 978-3-7954-3421-2.
- Sermones in Regulam sancti Benedicti: ein zisterziensischer Regelkommentar aus Pontigny. Berlin. 2016, ISBN 978-3-643-13428-8.
- Klosterleben im Spiegel des Zeichenhaften: symbolisches Denken und Handeln hochmittelalterlicher Mönche zwischen Dauer und Wandel, Regel und Gewohnheit. Berlin. 2008, ISBN 978-3-8258-1033-7.

### Aufsatzsammlungen
- Imitationen. Systematische Zugänge zu einem kulturellen Prinzip des Mittelalters (Münstersche Mittelalter-Schriften 83), Paderborn 2021, ed. together with Michael Grünbart and Gerald Schwedler, ISBN 978-3-7705-6418-7.
- Disorder. Expressions of an Amorphous Phenomenon in Human History, ed. together with Mirko Breitenstein, Münster 2020, ISBN 978-3-402-24747-1.
- Nachahmen im Mittelalter. Dimensionen – Mechanismen – Funktionen (Archiv für Kulturgeschichte. Beihefte 82), Köln / Weimar / Wien 2018, ed. together with Andreas Büttner, Birgit Kynast and Gerald Schwedler, ISBN 978-3-412-50908-8.
- Geist und Gestalt. Monastische Raumkonzepte als Ausdrucksformen religiöser Leitideen im Mittelalter (Vita regularis. Abhandlungen 69), Berlin 2016, ISBN 978-3-643-13405-9.
- Loyalty in the Middle Ages. Ideal and Practice of a Cross-Social Value. (Brepols Collected Essays in European Culture 5), Turnhout 2015, ed. together with Coralie Zermatten), ISBN 2-503-55103-3.
- Identität und Gemeinschaft. Vier Zugänge zu Eigengeschichten und Selbstbildern institutioneller Ordnungen (Vita regularis. Abhandlungen 67), Berlin 2015, ed, together with Mirko Breitenstein, Julia Burkhardt and Stefan Burkhardt. 5, ISBN 978-3-643-13242-0.
- Religiosus Ludens. Das Spiel als kulturelles Phänomen in mittelalterlichen Klöstern und Orden (Arbeiten zur Kirchengeschichte 122), Berlin / Boston 2013, ISBN 978-3-11-030506-7.